# Lleó l'Africà
Al-Hàssan ibn Muhàmmad al-Wazzan az-Zayyatí o al-Fassí (àrab: الحسن بن محمد الوزان الزياتي الفاسي, al-Ḥasan b. Muḥammad al-Wazzān az-Zayyātī al-Fāsī) o, més senzillament, al-Hàssan al-Wazzan, anomenat després de batejar-se Joan Lleó de Medicis (llatí: Johannis Leo de Medicis), Joan Lleó Africà (italià: Giovanni Leone Africano) o Joan Lleó de Granada (àrab: يوحنا الأسد الغرناطي, Yuḥannā al-Asad al-Ḡarnāṭī), però conegut sobretot com Lleó l'Africà (Granada, entre 1488 i 1495 - ?, vers 1545-1555) fou un diplomàtic, geògraf i explorador de l'Àfrica del Nord.

## Biografia
Després de la caiguda de la ciutat de Granada el 1492 a mans dels Reis Catòlics Isabel I de Castella i Ferran II d'Aragó, la seva família es va refugiar al Marroc, a la ciutat de Fes. Al-Hàssan hi va seguir estudis de teologia en diverses madrasses de Fes i a la Quaraouiyine. El seu oncle matern va iniciar la seva vida de diplomàtic, convidant-lo a acompanyar-lo a una missió amb el sobirà de l'Imperi Songhai, l'askia Mohammed Touré. A l'edat de 20 anys, s'introduí definitivament en els viatges i la diplomàcia, i va dedicar la vida sencera a ser un gran viatger i negociador: les seves missions polítiques i comercials el portaren a través de tot el Marroc: del Rif al Sus, del Dukkala al Tadla, del Tafilalt a les zones presaharianes; així com a tots els països del Magrib, de l'Aràbia, de l'Àfrica Sahariana, a Constantinoble i a Egipte.
El 1518, de tornada del pelegrinatge musulmà a la Meca, el vaixell en el qual es trobava fou atacat, i fou fet presoner per "marins sicilians". De fet fou capturat per un cavaller de l'Orde de Sant Joan, Pedro de Bobadilla. Sens dubte perquè tenia algunes malifetes a fer-se perdonar, aquest en va fer donació al papa Lleó X, que el va adoptar com a fill, el va fer catequitzar i després batejar sota els seus propis noms, Joan Lleó. Esdevingué llavors Joan Lleó de Mèdicis, conegut com a "Lleó l'Africà". Durant la seva estada a Itàlia s'inicia a la llengua italiana i al llatí, i va ensenyar l'àrab a Bolonya.
A petició del papa, va escriure la seva famosa Cosmographia de Affrica, publicada a Venècia sota el títol Descrittione dell'Africa. Aquesta obra de referència, que evita acuradament donar informacions de caràcter militar, és l'única font d'informació sobre la vida, els costums, els usos i costums a l'Àfrica del segle xvi. És en particular gràcies a aquest llibre que Tombuctú esdevingué una ciutat mítica en l'imaginari europeu; fou també l'inspirador de René Caillié que va marxar a la seva descoberta i fou la Bíblia de tots els diplomàtics i exploradors interessats per l'Àfrica. L'obra es va acabar el 10 de març de 1526.
Com que després va escriure un parell d'obres menors hauria mort alguns anys després però no existeix cap informació fiable sobre la data i el lloc de la seva mort. Només se sap que abans de 1550 va anar a Tunísia i se suposa que va passar allí els seus darrers anys fins a morir.